# Porella gracillima
Porella gracillima là một loài rêu trong họ Porellaceae. Loài này được Mitt. mô tả khoa học đầu tiên năm 1891.